# Broa de mel
Le broa de mel est un biscuit portugais aromatisé à la canne à sucre et au miel, fabriqué à partir d'ingrédients riches et d'épices pouvant inclure « de la farine de blé, des œufs, du miel et/ou du sucre, de l'huile d'olive, des pignons, du vin doux ou du café, du sel et des épices (cannelle, clous de girofle et fenouil) ». Certaines sources permettent de remplacer le fenouil par de l'anis. Les broas de mel sont traditionnellement consommés à l'époque de Noël (Natal) et, dans certaines régions, le jour de la Toussaint (Dia de Todos os Santos),.

## Histoire
Le fait d'offrir et de recevoir des broas de mel a traditionnellement un double sens grâce à l'utilisation de deux expressions. La première, receber as broas (grossièrement, « recevoir les broas ») représente la réception d'un cadeau, généralement de l'argent. Et la seconde, que ricas broas (grossièrement, « quels broas riches/abondants »), contient une ironie ; car si l'on a eu des problèmes qui nécessitent de dépenser de l'argent, les vacances n'en deviennent que plus précaires. Une autre source affirme que le fait de donner et de recevoir des broas représente l'offre et la réception de bons souvenirs, de mémoires ou de souhaits.